# Hermanni Pihlajamäki
Hermanni Pihlajamäki (Nurmo, Finlàndia 1903 - Ähtäri 1982) fou un lluitador finès, guanyador de dues medalles olímpiques.

## Biografia
Va néixer l'11 de novembre de 1903 a la ciutat de Nurmo, població situada a la província de Finlàndia Occidental. Fou germà del també lluitador i medallista olímpic Kustaa Pihlajamäki.
Va morir el 4 de juny de 1982 a la ciutat d'Ähtäri, població situada a la regió història d'Ostrobòtnia.

## Carrera esportiva
Va participar, als 28 anys, en els Jocs Olímpics d'Estiu de 1932 realitzats a Los Angeles (Estats Units), on va guanyar la medalla d'or en prova de pes ploma en la competició de lluita lliure, succeint en el palmarés el seu germà Kustaa Pihlajamäki. En els Jocs Olímpics d'Estiu de 1936 realitzats a Berlín (Alemanya nazi va aconseguir guanyar la medalla de bronze en la prova de pes lleuger.
Al llarg de la seva carrera aconseguí guanyar tres medalles en el Campionat d'Europa de lluita, entre elles una medalla d'or. No participà mai en el Campionat del Món de la disciplina.